# Премія Неллі Закс
Пре́мія Не́ллі Закс (нім. Nelly-Sachs-Preis) — міжнародна літературна нагорода, яку з 1961 року місто Дортмунд що два роки присуджує за видатні літературні досягнення, які сприяють порозумінню між народами. Премія має ім'я поетеси Неллі Закс. Грошовий еквівалент премії становить 15 тисяч євро.
Через фінансові труднощі присудження премії 2009 року перенесли на 2010-й.

## Лауреати премії
- 1961 — Неллі Закс ( Швеція)
- 1963 — Йоганна Моосдорф ( Німеччина)
- 1965 — Макс Тау ( Норвегія)
- 1967 — Альфред Андерш ( Німеччина)
- 1969 — Джорджо Бассані ( Італія)
- 1971 — Ільзе Айхінґер ( Німеччина)
- 1973 — Пауль Шаллюк ( Німеччина)
- 1975 — Еліас Канетті ( Австрія,  Велика Британія)
- 1977 — Герман Кестен ( Німеччина)
- 1979 — Еріх Фромм ( Німеччина)
- 1981 — Хорст Бінек ( Німеччина)
- 1983 — Гільда Домін ( Німеччина)
- 1985 — Надін Ґордімер ( ПАР)
- 1987 — Мілан Кундера ( Чехія,  Франція)
- 1989 — Анджей Щипйорський ( Польща)
- 1991 — Давид Гроссман ( Ізраїль)
- 1993 — Хуан Ґойтісоло ( Іспанія)
- 1995 — Майкл Ондатже ( Канада)
- 1997 — Хав'єр Маріас ( Іспанія)
- 1999 — Кріста Вольф ( Німеччина)
- 2001 — Жорж-Артюр Гольдшмідт ( Франція)
- 2003 — Пер Улоф Енквіст ( Швеція)
- 2005 — Аарон Аппельфельд ( Ізраїль)
- 2007 — Рафік Шамі ( Сирія,  Німеччина)
- 2009 — Маргарет Етвуд ( Канада)
- 2011 — Норман Маня ( Румунія)
- 2013 — Аббас Кідер ( Німеччина)
- 2015 — Марі Ндіай ( Франція)
- 2017 — Бахтіяр Алі ( Ірак)
- 2019 — не присуджено нікому
- 2021 — Катерина Поладян ( Німеччина)

## Лінки
- На сайті Дортмунда